# Enrique García Asensio

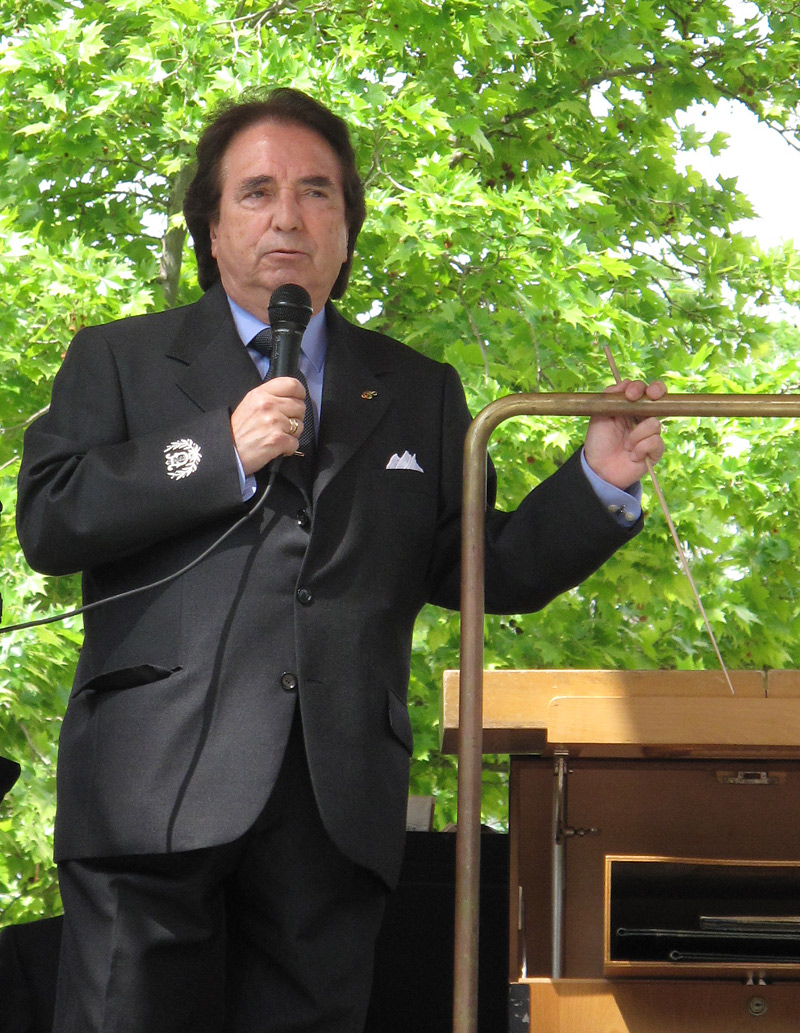
Enrique García Asensio

Enrique García Asensio (* 22. August 1937 in Valencia) ist ein spanischer Dirigent und Musikpädagoge.

## Leben und Wirken
Asensio studierte am Real Conservatorio Superior de Música de Madrid Violine, Kammermusik, Kontrapunkt, Fuge und Komposition. Es schloss sich ein Studium der Orchesterleitung an der Musikhochschule München und bei Sergiu Celibidache an der Accademia Musicale Chigiana in Siena an. Von 1962 bis 1964 war er Leiter des Konservatoriums und des Orquesta de la Sociedad Filarmónica in Las Palmas de Gran Canaria. Von 1964 bis 1965 leitete er das städtische Sinfonieorchester von Valencia und unterrichtete Kammermusik am Konservatorium der Stadt.
Von 1966 bis 1984 leitete Asensio das Sinfonieorchester des spanischen Fernsehens. Von 1970 bis 1991 hatte er den Lehrstuhl für Orchesterleitung am Real Conservatorio Superior de Música in Madrid inne. Im spanischen Fernsehen präsentierte er von 1976 bis 1980 die Sendung El Mundo de la Música. 1985 wurde er Direktor des Orquesta Sinfónica de Bilbao. 1991 erhielt er für eine Aufnahme der Sinfonietta von Ernesto Halffter einen Preis des spanischen Kultusministeriums.
Als technischer und künstlerischer Leiter stand Asensio von 1993 bis 1998 der Banda Sinfónica Municipal de Madrid vor, dessen Direktor er 2001 wurde. Von 1998 bis 2001 leitete er erneut das Sinfonieorchester des spanischen Fernsehens. Im Jahr 2004 wurde er Professor für Orchesterleitung an Escuela Superior de Música del País Vasco in San Sebastián. Diese Professur hatte er bis 2010 inne. 

## Auszeichnung
- 1967: Gewinner der Dimitri Mitropoulos International Music Competition